# زهلم (راینلاند-فالتس)
زهلم (به آلمانی: Sehlem) یک شهر در آلمان است که در برنکاستل-ویتلیش واقع شده‌است. زهلم ۹۰۰ نفر جمعیت دارد.